# Li Na (fäktare)
Li Na (kinesiska: 李娜, pinyin: Lǐ Nà), född 9 mars 1981 i Dandong, Liaoning, Kina är en kinesisk fäktare som ingick i Kinas lag som tog OS-guld i damernas lagtävling i värja i samband med de olympiska fäktningstävlingarna 2012 i London.